# جرج فورستر
جرج فورستر (آلمانی: Georg Forster؛ با نام کامل جان جرج آدام گئورک فورستر زادهٔ ۲۷ نوامبر ۱۷۵۴ – درگذشتهٔ ۱۰ ژانویه ۱۷۹۴) جغرافی‌دان، طبیعت‌شناس، قوم‌شناس، سفرنامه‌نویس، روزنامه‌نگار و انقلابی آلمانی بود. در سنین پایین، او پدرش، یوهان راینهولد فورستر، را در چندین سفر علمی، از جمله سفر دوم جیمز کوک به اقیانوس آرام همراهی کرد. گزارش او از آن سفر، سفری به دور جهان، کمک قابل توجهی به قوم شناسی مردم پلینزی کرد و همچنان اثری قابل احترام است. در نتیجه این گزارش، فورستر، که در سن بیست و دو سالگی در انجمن سلطنتی پذیرفته شد، به عنوان یکی از بنیانگذاران ادبیات سفر علمی مدرن شناخته شد.پس از بازگشت به اروپای قاره ای، فورستر به سمت دانشگاه روی آورد. او تاریخ طبیعی را در کالجیوم کارولینوم در اتتونیوم، کاسل (۱۷۷۸–۱۷۸۴) و بعداً در آکادمی ویلنا (دانشگاه ویلنیوس) (۱۷۸۴–۱۷۸۷) تدریس کرد. در سال ۱۷۸۸، او به عنوان رئیس کتابخانه در دانشگاه ماینز مشغول به کار شد. بیشتر کارهای علمی او در این دوران شامل مقالاتی درباره گیاه‌شناسی و قوم‌شناسی بود، اما او همچنین کتاب‌های زیادی درباره سفر و اکتشاف، از جمله ترجمه آلمانی خاطرات کوک، ترجمه کرد.فورستر یکی از شخصیت‌های مرکزی روشنگری در آلمان بود و با بسیاری از طرفداران آن، از جمله دوست نزدیکش، گئورگ کریستوف لیختنبرگ، مکاتبه داشت. ایده‌ها، سفرنامه‌ها و شخصیت او بر الکساندر فون هومبولت، یکی از دانشمندان بزرگ قرن نوزدهم تأثیر گذاشت، که فورستر را به‌عنوان بنیان‌گذار قوم‌شناسی تطبیقی (Völkerkunde) و جغرافیای منطقه‌ای (Länderkunde) تحسین کرد.هنگامی که فرانسوی‌ها کنترل ماینز را در سال ۱۷۹۲ به دست گرفتند، فورستر در جمهوری ماینتس، اولین ایالت جمهوری‌خواه در آلمان، نقش اصلی را ایفا کرد. در ژوئیه سال ۱۷۹۳ و زمانی که او به عنوان نماینده جمهوری جوان ماینتس در پاریس بود، نیروهای ائتلاف پروس و اتریش کنترل شهر را دوباره به دست گرفتند و فورستر غیرقانونی اعلام شد. او که قادر به بازگشت به آلمان نبود و از دوستان و خانواده خود جدا شد، در اوایل سال ۱۷۹۴ در پاریس در اثر بیماری درگذشت، او هنوز ۴۰ ساله نشده بود.